# Карп'як Вадим Дмитрович
Вади́м Дми́трович Карп'я́к (* 27 січня 1977, Коломия) — український журналіст, радіоведучий, телеведучий. Ведучий політичного ток-шоу «Свобода слова» на телеканалі ICTV і радіопрограми «Про закон і благодать» на UA: Радіо Культура.

## Життєпис
Народився 27 січня 1977 року в місті Коломия Івано-Франківської області. Батько — Карп'як Дмитро Іванович, журналіст, мати — Карп'як Валентина Дмитрівна, медпрацівниця. Вадим — старший з двох дітей у сім'ї. Має брата Олега, який також працює в медійній сфері.
У 1984—1991 навчався в коломийській школі № 1 ім. В. Стефаника. Зі здобуттям Україною незалежності в місті відновили гімназію, в якій і вчився у 1991—1994, здобувши середню освіту. Того самого року вступив до Національного університету «Києво-Могилянська академія» на гуманітарний факультет.
У 1998 році отримав диплом бакалавра за спеціальністю «Теорія культури», а 2001-го закінчив магістерську програму НаУКМА з політології.
Працював у різних українських телевізійних та радіокомпаніях. Окрім роботи в ЗМІ, Вадима Карп'яка також часто залучають до модерування соціально-економічних та культурних подій і ведення офіційних церемоній. У 2022 році взяв інтерв’ю  у Президента України Володимира Зеленського і першої леді Олени Зеленської.
- Від 2018 року — ведучий і член програмної ради львівського фестивалю «БукФорум», а також ведучий і модератор фестивалю «Книжковий арсенал».
- Від 2018 — член експертної ради Українського інституту книги з відбору книжок для бібліотек.
- Від 2019 року — член програмної ради львівського фестивалю «БукФорум».
- Від 2019 — амбасадор руху HeForShe.
- Від 2019 — член наглядової ради благодійного фонду «Повернись живим».[3][4][5]
- Від 2021 — член українського відділення PEN-клубу.[6]
- Від 2020—2022 — член журі конкурсу «Книга року BBC».[7]
- Від 2022 — член наглядової ради Українського Інституту.
- Від 2023 року — в складі Комітету з Національної премії України імені Тараса Шевченка[8][9].

## Кар'єра
- З 1997 по 1998 рік — працював на київській радіостанції «Радіо Столиці» ведучим прямих ефірів, а також ведучим авторських програм «Клуб самотніх сердець» і «Демо-Версія».
- З 1998 по 2021 рік — виконував обов'язки програмного директора компанії «ФДР Медіа», котра займається сервісом для музичних радіостанцій та виконавців.
- З 1999 по 2001 рік — був випусковим редактором програми «Сніданок з 1+1».
- З 2013 по 2016 рік — був ведучим прямих ефірів телеканалу «112 Україна».
- З 2016 по 2022 рік — був ведучим політичного ток-шоу «Свобода слова» на телеканалі ICTV.[10][11][12]
- З 2019 року і до сьогодні — ведучий авторської радіопрограми «Про закон і благодать» на UA: Радіо Культура.[13]
- З 2024 по 2025 рік — був ведучим програми «Карп'як на Суспільному» на телеканалі «Перший».

## Нагороди
- Орден «За заслуги» III ст. (6 червня 2022) — За вагомий особистий внесок у розвиток вітчизняної журналістики та інформаційної сфери, мужність і самовідданість, виявлені під час висвітлення подій повномасштабного вторгнення Російської Федерації на територію України, багаторічну сумлінну працю та високу професійну майстерність.[14]

## Сім'я
Одружений. Дружина Тетяна Пушнова також працює у сфері медіа. Разом з дружиною виховують двох дітей — Марту (2012 р.н.), Ореста (2013 р.н.). Має сина Марка від першого шлюбу (2008 р.н.).